# آلا هورسكا
آلا هورسكا (بالأوكرانية: Алла Горська)‏ (18 سبتمبر 1929، يالطا - 17 نوفمبر 1970، فاسيلكيف) هي فنانة أوكرانية من الستينيين، رسامة تذكارية، أحد أوائل ممثلي الحركة الفنية السرية، منشقة وناشطة معروف في حركة حقوق الإنسان في الستينيات في أوكرانيا.

## سيرة شخصية
في عام 1962، أصبحت آلا هورسكا أحد المؤسسين والأعضاء النشطين في نادي الشباب المبدع.
في عام 1962، كشف كل من آلا هورسكا وفاسيل سيمونينكو وتانيوك عن مواقع المقابر الجماعية غير المميزة «لأعداء الدولة السوفيتية» التي تخلصت المفوضية الشعبية للشؤون الداخلية منهم في بيكيمانيا ولوكيانيفسكي وفاسيلكيفسكي. أعلن النشطاء ذلك لمجلس مدينة كييف («المذكرة الثانية»).
في 1965-1968 شاركت في الاحتجاجات ضد قمع نشطاء حقوق الإنسان الأوكرانيين: بوهدان وميخايلو هورين وأوباناس زاليفاخا وسفياتوسلاف كارافانسكي وفالنتين موروز وفياتشيسلاف تشورنوفيل وآخرين. وبسبب هذا، تعرضت للاضطهاد من قبل أجهزة الأمن السوفيتية. ومع ذلك، كان نوعا من الحماية لها أنها، جنبا إلى جنب مع مجموعة من الفنانين، وعملت على أعمال فنية ضخمة في دونيتسك وكراسنودون (الآن سوروكين)، التي تعتبر هامة ولديها التحيز الأيديولوجي.

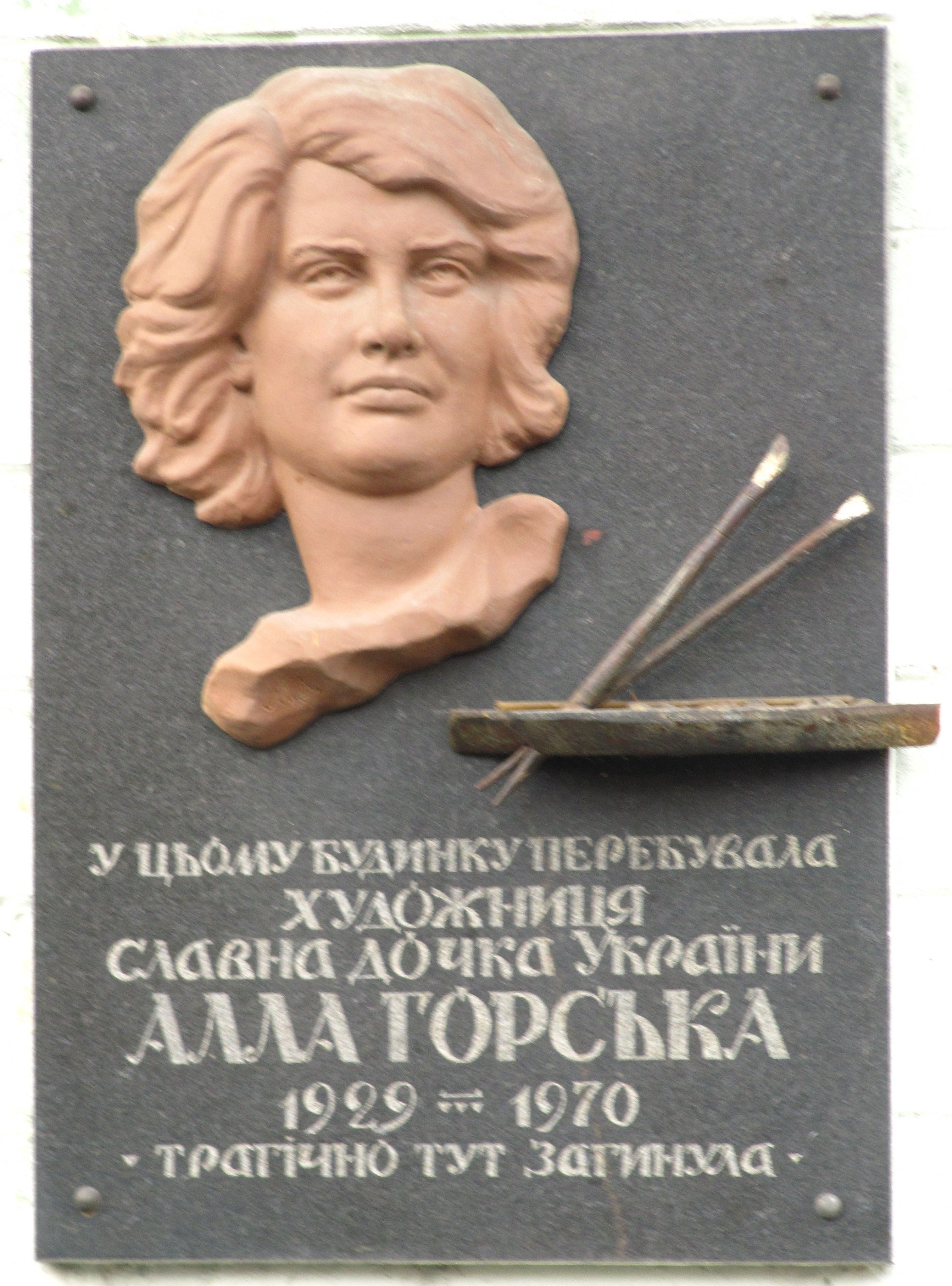

في عام 1967، حضرت هورسكا محاكمة فياتشيسلاف تشورنوفيل في لفيف. كانت هناك مجموعة من نشطاء كييف احتجوا على السلوك غير القانوني لإجراءات المحكمة. في العام التالي وقعت على رسالة احتجاج 139 موجهة إلى الأمين العام للحزب الشيوعي للاتحاد السوفيتي تطالب بوقف مثل هذه الإجراءات غير القانونية. ونتيجة لذلك، بدأت المخابرات السوفيتية في الضغط على «الموقعين» على هذه الرسالة وتهديدهم.

### الوفاة
توفيت آلا هورسكا عام 1970. وفي 7 ديسمبر 1970، أقيمت جنازتها. تحولت الجنازة إلى حملة مقاومة مدنية ألقى فيها معارضون مشهورون مثل يفجن سفيرستوك وفاسيل ستوس وإيفان جيل وأوليس سيرهينكو خطاباتهم.

## فن
أنشأت عشرات الأعمال: الفسيفساء، الجداريات، الزجاج المعشق، إلخ.  

## تكريم الذكرى

### أفلام
- آلا هورسكا السوفياتي الأوكراني | ما وراء الشرق والغرب

## روابط خارجية
- آلا هورسكا على WikiArt